# OTI 1998
La XXVII edición del Gran Premio de la Canción Iberoamericana o el Festival de la OTI se realizó en San José, Costa Rica los días 13 y 14 de noviembre de 1998 en las dos etapas: una semifinal, en donde se presentaron las 23 canciones, y de ellos se seleccionaron solamente 12 canaciones, para presentarse al día siguiente en la final.
La celebración de este festival corrió peligro porque entre el 22 de octubre y el 9 de noviembre de 1998 el huracán Mitch asoló el Mar Caribe, Centroamérica, México y Estados Unidos. Este huracán resultó ser uno de los más intensos del siglo XX, llegando a provocar la muerte de cerca de 20.000 personas y la desaparición de alrededor de 8.000 personas.

## Desarrollo
Se destaca la participación del chileno Raúl Alarcón Rojas, más conocido por Florcita Motuda (quien ya se había presentado anteriormente en las dos ediciones de este festival, en 1978 y 1981) con la canción Fin de Siglo, con letra y música del propio intérprete.  
El ganador es seguido en el segundo lugar por la representante de Argentina, Alicia Vignola, con la canción Sin amor; y en tercer puesto el representante de Portugal, Beto, con la canción Quien espera, desespera. 
Por México participó la canción Voy a volverme loco, compuesta por Gerardo Flores e interpretado por Fernando Ibarra.
Otra intérprete, fue la uruguaya María Elisa, que ya representó a su país la edición de 1974 del Festival OTI de la Canción.
Entre los artistas que no se clasificaron para la final hay que destacar a la colombiana Natalia Ramírez, quien justo un año más tarde comenzaría su participación en la exitosa telenovela Yo soy Betty, la fea.

## Participantes
| País                  | Título de la canción                       | Título de la canción        |
| País                  | Artista                                    | Idioma                      |
| --------------------- | ------------------------------------------ | --------------------------- |
| Antillas Neerlandesas | «Los niños»                                | «Los niños»                 |
| Antillas Neerlandesas | Fusión Consonante                          | Español                     |
| Argentina             | «Sin amor»                                 | «Sin amor»                  |
| Argentina             | Alicia Vignola                             | Español                     |
| Bolivia               | «El canto de las aves»                     | «El canto de las aves»      |
| Bolivia               | Fabio Zambrana                             | Español                     |
| Chile                 | «Fin de siglo»                             | «Fin de siglo»              |
| Chile                 | Florcita Motuda                            | Español                     |
| Colombia              | «Amor por Latinoamérica»                   | «Amor por Latinoamérica»    |
| Colombia              | Natalia Ramírez                            | Español                     |
| Costa Rica            | «Vendiendo ilusiones»                      | «Vendiendo ilusiones»       |
| Costa Rica            | Ana Yancy Contreras y Luis Duvalier Quirós | Español                     |
| Cuba                  | «Un sueño loco»                            | «Un sueño loco»             |
| Cuba                  | Osnel Odit Bavastro                        | Español                     |
| Ecuador               | «Fíjate»                                   | «Fíjate»                    |
| Ecuador               | Fabricio Espinoza                          | Español                     |
| El Salvador           | «Año 2000»                                 | «Año 2000»                  |
| El Salvador           | Julio Roberto Hernández                    | Español                     |
| España                | «Desconocidos»                             | «Desconocidos»              |
| España                | Luis Villa                                 | Español                     |
| Estados Unidos        | «Un ángel en mi habitación»                | «Un ángel en mi habitación» |
| Estados Unidos        | Carlos Abab                                | Español                     |
| Guatemala             | «Sueño de smog»                            | «Sueño de smog»             |
| Guatemala             | Nelson Leal                                | Español                     |
| Honduras              | «Mi otra mitad»                            | «Mi otra mitad»             |
| Honduras              | Carlos Alberto Durón                       | Español                     |
| México                | «Voy a volverme loco»                      | «Voy a volverme loco»       |
| México                | Fernando Ibarra                            | Español                     |
| Nicaragua             | «Somos»                                    | «Somos»                     |
| Nicaragua             | Trío Tabú                                  | Español                     |
| Panamá                | «Por la vida»                              | «Por la vida»               |
| Panamá                | Luis Arteaga                               | Español                     |
| Paraguay              | «No lo digas»                              | «No lo digas»               |
| Paraguay              | Trío Americanta                            | Español                     |
| Perú                  | «Te llevó en el alma»                      | «Te llevó en el alma»       |
| Perú                  | Lupe Eslava                                | Español                     |
| Portugal              | «Quem espera, desespera»                   | «Quem espera, desespera»    |
| Portugal              | Beto                                       | Portugués                   |
| Puerto Rico           | «Yo te propongo»                           | «Yo te propongo»            |
| Puerto Rico           | Arianna                                    | Español                     |
| República Dominicana  | «Me levanto»                               | «Me levanto»                |
| República Dominicana  | Claudine Bono                              | Español                     |
| Uruguay               | «Razones»                                  | «Razones»                   |
| Uruguay               | María Elisa                                | Español                     |
| Venezuela             | «Mas allá»                                 | «Mas allá»                  |
| Venezuela             | Asdrúbal Astudillo                         | Español                     |

## Resultados
| País                                          | Artista(s)                                 | Canción                   | Posición |
| --------------------------------------------- | ------------------------------------------ | ------------------------- | -------- |
| Chile                                         | Florcita Motuda                            | Fin de siglo              | 1        |
| Argentina                                     | Alicia Vignola                             | Sin amor                  | 2        |
| Portugal                                      | Beto                                       | Quem espera, desespera    | 3        |
| Estados Unidos                                | Carlos Abab                                | Un ángel en mi habitación | Fin.     |
| Uruguay                                       | María Elisa                                | Razones                   | Fin.     |
| España                                        | Luis Villa                                 | Desconocidos              | Fin.     |
| Guatemala                                     | Nelson Leal                                | Sueño de smog             | Fin.     |
| Costa Rica                                    | Ana Yancy Contreras y Luis Duvalier Quirós | Vendiendo ilusiones       | Fin.     |
| México                                        | Fernando Ibarra                            | Voy a volverme loco       | Fin.     |
| Cuba                                          | Osnel Odit Bavastro                        | Un sueño loco             | Fin.     |
| Venezuela                                     | Asdrúbal Astudillo                         | Más allá                  | Fin.     |
| República Dominicana                          | Claudine Bono                              | Me levanto                | Fin.     |
| Antillas Neerlandesas                         | Fusión Consonante                          | Los niños                 | Desc.    |
| Honduras                                      | Carlos Alberto Durón                       | Mi otra mitad             | Desc.    |
| Puerto Rico                                   | Arianna                                    | Yo te propongo            | Desc.    |
| Panamá                                        | Luis Arteaga                               | Por la vida               | Desc.    |
| Paraguay                                      | Trío Americanta                            | No lo digas               | Desc.    |
| Nicaragua                                     | Trío Tabú                                  | Somos                     | Desc.    |
| Bolivia                                       | Fabio Zambrana                             | El canto de las aves      | Desc.    |
| Colombia                                      | Natalia Ramírez                            | Amor por Latinoamérica    | Desc.    |
| Perú                                          | Lupe Eslava                                | Te llevo en el alma       | Desc.    |
| Ecuador                                       | Fabricio Espinoza                          | Fíjate                    | Desc.    |
| El Salvador                                   | Julio Roberto Hernández                    | Año 2000                  | Desc.    |
| Lugar: Teatro Nacional - San José, Costa Rica |                                            |                           |          |

## Miembros del jurado internacional
Los miembros del jurado internacional fueron los siguientes:
| País                  | Jurado             |
| --------------------- | ------------------ |
| España                | Marta Sánchez      |
| México                | Emmanuel           |
| Nicaragua             | Carlos Mejía Godoy |
| Colombia              | Soraya             |
| México                | Iridian            |
| Chile                 | Patricio González  |
| Nicaragua/ Costa Rica | Claudia Poll       |
| Argentina             | Orlando Bertarini  |
| Portugal              | Carlos Ribeiro     |
| Costa Rica            | Benjamín Gutiérrez |